# Camp d'internament de Drancy
Entre agost de 1941 i agost de 1944, el camp d'internament de Drancy o camp de Drancy va ser l'eix central de la política de deportació antisemita de França. Situat al nord-est de París, al municipi de Drancy (llavors pertanyent al departament de Sena i avui al de Sena Saint-Denis), aquest camp va ser durant tres anys el principal lloc d'internament abans de la deportació des de l'estació de Le Bourget (1942-1943) i més tard de l'estació de Bobigny (1943-1944) cap als camps d'extermini nazis, en la seva major part cap a Auschwitz i Sobibor. Nou de cada deu jueus deportats des de França van passar pel camp de Drancy durant l'Holocaust.

## Elecció del lloc
El camp d'internament de Drancy va ser instal·lat a l'octubre de 1939 en un vast edifici en forma d'U d'un barri d'habitatges humils anomenat la cité de la Muette, dissenyat pels arquitectes Marcel Lods i Eugène Beaudouin. El complex, construït entre 1931 i 1934, estava compost, entre altres elements, de cinc torres de 15 plantes, així com de diversos blocs en forma de barra, de 3 i 4 plantes.
L'edifici en el qual es va establir el camp estava en construcció, només s'havia acabat l'estructura. Les seves quatre plantes s'havien edificat al voltant d'un pati d'uns 200 m de llarg per 40 d'ample. La forma de l'edifici, conegut com «la ferradura», el feia especialment apropiat per a convertir-ho en camp d'internament: es van instal·lar torres de vigilància en els quatre angles de l'edifici, es va envoltar de filferro de pues i es va cobrir el pati amb clínquer, un component del ciment Portland.
L'edifici en U i les torres, així com uns certs terrenys veïns, van ser confiscats per l'exèrcit alemany el 14 de juny de 1940, a fi de servir de lloc d'internament per presoners de guerra francesos, després de civils iugoslaus i grecs, i més tard per a presoners de guerra britànics
Un document datat el 24 de gener de 1941 dona fe de la requisa «per necessitats de les tropes d'ocupació alemanyes» de la caserna republicana de Drancy i de tots els seus béns mobles i immobles. En la mateixa nota, «l'adjunt al comandant del Frontstalag III, camp situat en les casernes», assenyalava que no s'havia produït una confiscació per escrit de les casernes en qüestió, «sinó que totes les convencions s'han fet de manera verbal entre el servei central dels acantonaments de l'exèrcit de París i el prefecte de Sena». Els allotjaments dels oficials de la caserna de Drancy són posats a la seva disposició el 15 d'octubre de 1941.
Drarcy es va convertir en un dels principals camps d'internament de jueus en la zona ocupada de França, juntament amb el de Royallieu a Compiègne (Oise) i els de Pithiviers i Beaune-la-Rolande a Loiret.

## Centre de deportació

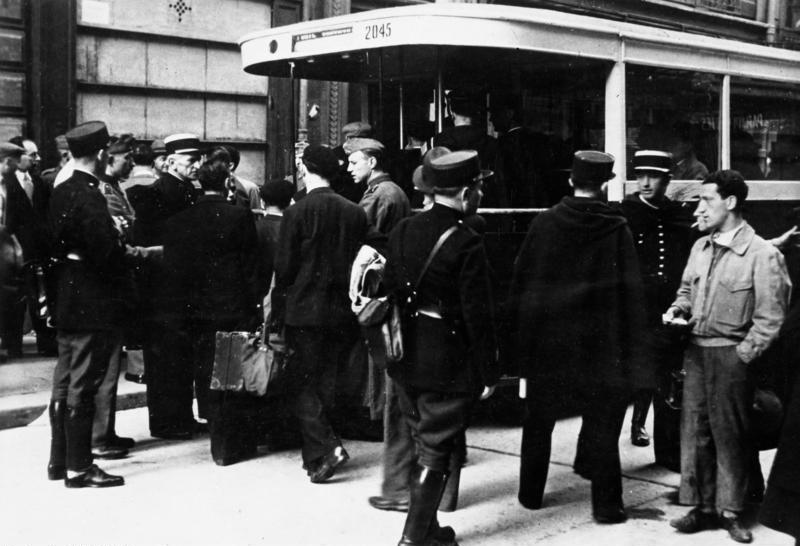
Batuda de jueus a París.

Del 20 al 24 d'agost de 1941 es va produir una gran batuda de jueus a París. Durant aquesta batuda, la policia francesa, que col·laborava amb la Feldgendarmerie alemanya, deté tots els homes jueus francesos i estrangers d'entre 18 i 50 anys. De les 5.784 persones previstes inicialment, es va detenir 4.232, que van ser enviades a Drancy, a la cité de la Muette, convertida en camp d'internament de jueus. A partir de llavors se'l coneix com a «camp de Drancy».
El camp és primer un lloc d'internament en condicions deliberadament dures: la pobra alimentació fa aparèixer ràpidament la disenteria, una part dels gendarmes francesos maltracten als interns i es multipliquen les sancions arbitràries i les humiliacions. Entre agost i novembre de 1941, va morir de fam una dotzena d'interns.
El novembre de 1941 van ser alliberats entre 750 i 800 malalts. Aquest alliberament es va realitzar durant una absència de diverses setmanes de Theodor Dannecker (cap de la Gestapo i SD en París). Fins a març de 1942, el camp va servir de presó per a represaliats. El 12 o el 14 de desembre de 1941, 47 d'aquests presos represaliats van ser traslladats a la fortalesa de Mont-Valérien, on van ser afusellats juntament amb diversos reclusos comunistes.
A partir de 1942, quan la Alemanya nazi opta per la crida solució final, Drancy passa a convertir-se en un camp de trànsit, que constitueix l'última etapa abans de la deportació als camps d'extermini.

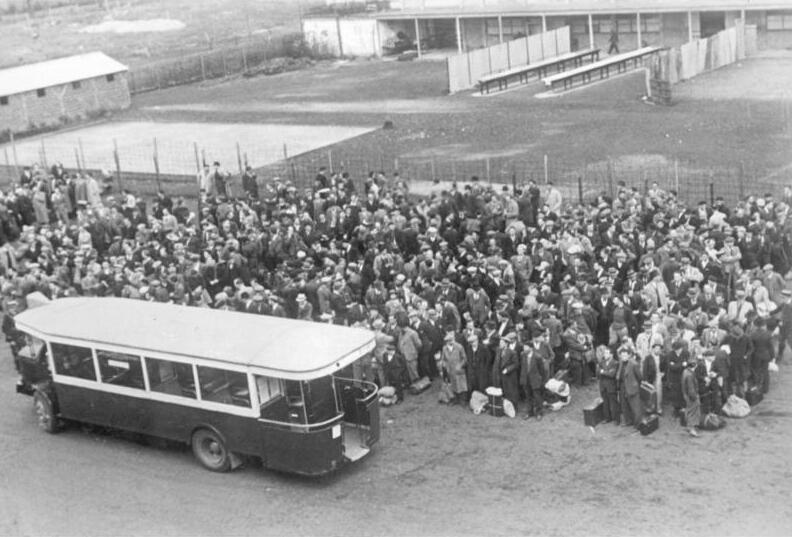
Arribada de jueus al camp de Drancy a l'agost de 1941.

Durant la gran batuda del Velòdrom d'Hivern, que va començar el 16 de juliol de 1942, la policia francesa va arrestar prop de 13 000 persones. Les parelles sense fills i els solters van ser enviats a Drancy. El 6 d'abril de 1944, després de la seva detenció per la Gestapo, els nens de Izieu van passar per Drancy abans de ser deportats i assassinats a Auschwitz.
En total, entre 1942 i 1944, uns seixanta combois francesos de deportats jueus van sortir de Drancy, d'aquí el seu sobrenom avantsala de la mort. En el període de major activitat, del camp partien dos o tres combois per setmana. Fins al 17 d'agost de 1944, el camp va funcionar com a lloc principal d'agrupament i deportació.
El 18 d'agost de 1944, durant les operacions de alliberament de París, 1467 presoners van ser excarcerats pel cònsol de Suècia i diversos membres de la Creu Roja. El record d'aquest dia es manté en nombrosos noms de carrers i places de França.
Dels 76 000 homes, dones i nens jueus deportats des de França, 67.000 ho van ser des de Drancy. Menys de 2000 d'aquests deportats van tornar, a penes un 3%.

## Administració del camp

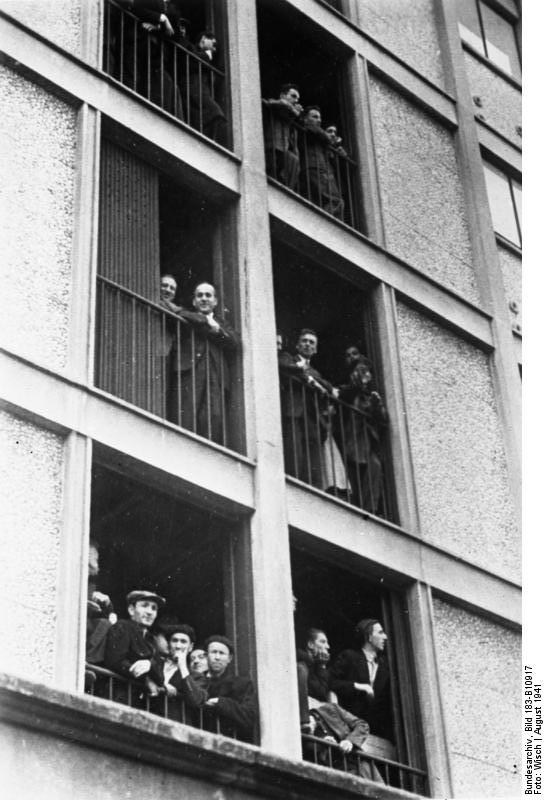
El camp d'internament de Drancy a l'agost de 1941.

El 27 d'agost de 1941, després d'una reunió entre representants de les autoritats d'ocupació —Theodor Dannecker— i les autoritats franceses, el camp va quedar sota la responsabilitat del prefecte de policia, encarregat de la gendarmeria i dels serveis de reavituallament de la prefectura de Sena. El cap del camp era un comissari de policia. En realitat, segons indica una nota de l'inspector general de Salut al maig de 1942, el camp estava «sota l'autoritat directa dels alemanys, que decideixen els internaments i els alliberaments, i regulen amb instruccions precises el seu règim interior».
Durant els tres anys de la seva existència, el camp de Drancy va estar sota les direcció successiva de Theodor Dannecker (fins a juliol de 1942), Heinz Röthke (fins a juny de 1943) i Alois Brunner. Els tres pertanyien a les SS.
Maurice Rajsfus, en el seu llibre sobre Drancy, descriu Theodor Dannecker com «un psicòpata violent (…). És ell qui va ordenar la mala alimentació dels interns, els va prohibir circular pel camp, fumar, jugar a les cartes». Heinz Röthke va tenir menys presència en el camp, però sota la seva direcció, d'agost de 1942 a juny de 1943, van ser enviats a Auschwitz gairebé dos terços del total de deportats. Sobre el tercer director, Alois Brunner, un intern va dir: «Brunner estava encarregat de la repressió contra els jueus de França, i havia adquirit una certa notorietat pels seus mètodes maquiavèl·lics i brutals a Europa central».
El camp de Drancy estava vigilat per gendarmes francesos, instal·lats en els gratacels adjacents a l'edifici on estaven internats els presoners. El seu funcionament requeia en el Servei d'Assumptes Jueus de la Gestapo.

## Annexos del camp
El camp de Drancy comprenia diversos annexos repartits per París:
- El camp d'Austerlitz, en el 43, quai de la Gare, prop de l'actual Biblioteca Nacional de França, obert al novembre de 1943, era un camp de treball per a jueus «cònjuges d'aris» o «semijudíos», és a dir, jueus per part de només un dels progenitors.
- El camp Lévitan, al magatzem d'aquest nom, prop de la estació de París Est, era un centre de classificació d'equipatges que emprava 200 internats.
- El camp Bassano, prop de la avinguda dels Camps Elisis, un taller d'alta costura i d'uniformes per als comandaments de les SS.
- Els hospicis del carrer de Picpus i el carrer Lamblardie.
- L'hospital Rothschild, que va ser un lloc d'internament provisional al qual s'enviaven els malalts del camp de Drancy.

## Presoners

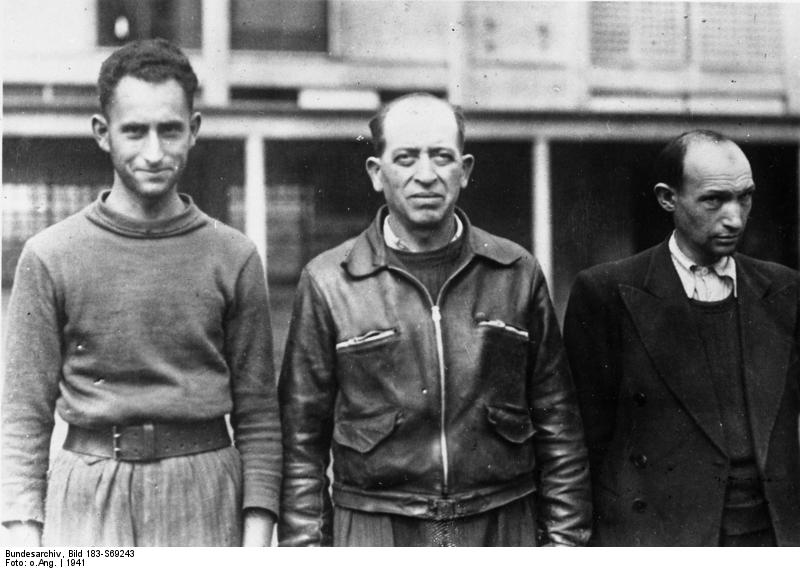
Jueus a Drancy el 1941

El campament de Drancy va ser dissenyat per acollir 700 persones, però en el seu moment àlgid hi havia més de 7.000. Hi ha proves documentades i testimonis que relaten la brutalitat dels guàrdies francesos a Drancy i les dures condicions imposades als reclusos. Per exemple, a la seva arribada, els nens petits van ser separats immediatament dels seus pares per ser deportats als camps d'extermini.
El 6 d'abril de 1944, un grup d'agents de la Gestapo va assaltar una casa d'infants a Izieu, França, on s'havien amagat nens jueus. Van arrestar a tots els presents, els 44 nens i 7 adults. L'endemà, la Gestapo va transportar els detinguts a Drancy. A partir d'aquí, tots els nens i el personal van ser deportats a Auschwitz. Cap d'ells va sobreviure.

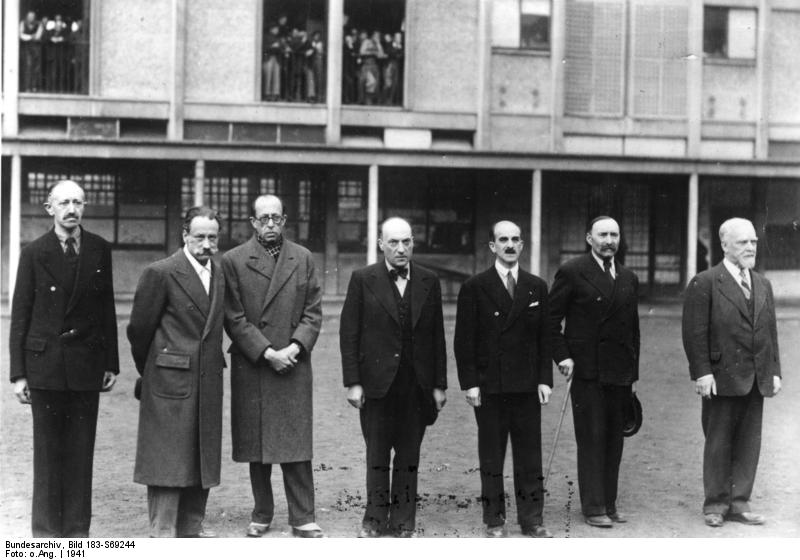
Weill, Théodore Valensi, Azoulay, Albert Ulmo, Cremieux, Eduard Bloch i Pierre Massé presos a Drancy el 1941

Molts intel·lectuals i artistes jueus francesos van ser retinguts a Drancy, inclosos Max Jacob (que hi va morir), Tristan Bernard i el coreògraf René Blum. Dels 75.000 jueus que les autoritats franceses i alemanyes van deportar de França, més de 67.000 van ser enviats directament des de Drancy a Auschwitz. El pintor neerlandès Max van Dam, capturat a França quan fugia a Suïssa va estar breument empresonat a Drancy, on va poder pintar i crear obres d'impressió. Va estar entre els 1008 deportats al Transport 53 que va sortir de Drancy, el 25 de març de 1943, amb destinació final a Sobibor. Van Dam es va salvar en arribar i va sobreviure durant sis mesos pintant per a les Schutzstaffel, però va ser assassinat el setembre de 1943. El futbolista jueu austríac Max Scheuer va ser enviat a Drancy, i després al camp de concentració d'Auschwitz, on va ser assassinat a principis de la dècada de 1940.
També hi va haver molts jueus no francesos capturats a França i deportats a Drancy on esperaven la deportació definitiva a Auschwitz i altres camps d'extermini. Inclouen la famosa artista alemanya Charlotte Salomon, que havia viscut al sud de França després de fugir dels nazis a Alemanya. El setembre del 1943, Charlotte Salomon s'havia casat amb un altre refugiat jueu alemany, Alexander Nagler. Els dos van ser arrossegats de casa seva i transportats amb ferrocarril de Niça a Drancy. A hores d'ara, Charlotte Salomon estava embarassada de cinc mesos. Va ser transportada a Auschwitz el 7 d'octubre de 1943 i probablement va ser gasejada el mateix dia que hi va arribar (10 d'octubre).
Els presoners van excavar un túnel per escapar, però fou descobert abans d'acabar-lo. A TV documentary was made about the attempt.
Quan els aliats s'acostaven a París l'agost de 1944, els oficials alemanys van fugir, i el camp va ser alliberat el 17 d'agost quan el control del camp va ser cedit a la Resistència francesa i al diplomàtic suec Raoul Nordling.

## Després de la guerra
El camp va ser utilitzat durant la postguerra per a empresonar a persones acusades de col·laborar amb els nazis. Sacha Guitry i Mary Marquetvan passar allí diversos mesos, i van descriure en els seus llibres les condicions de vida en el camp. També van estar empresonats en Drancy Marie Laurencin, Betty Bouwens (a qui també van rapar el pèl) i altres artistes i polítics.
Després, els edificis es van convertir en habitatges de baix preu, recuperant la utilitat per a la qual havien estat construïts al principi. Avui continuen sent un gran conjunt residencial.

### Processos a gendarmes
Després de l'alliberament, alguns supervivents de Drancy van denunciar als gendarmes còmplices dels nazis. Es va obrir una instrucció per col·laboració amb l'enemic contra 15 agents, 10 dels quals van ser enviats al tribunal de la Seine acusats d'atemptat contra la seguretat exterior de l'estat. El tribunal els va deixar en llibertat abans del procés, i tres d'ells van fugir. Els altres set van al·legar obediència deguda, malgrat els nombrosos testimoniatges de brutalitat que van donar els supervivents.
El 12 de març de 1947, el tribunal va emetre el seu veredicte: encara que tots els gendarmes van ser trobats culpables d'actes contra la defensa nacional, la cort va considerar que s'havien rehabilitat per «actes de participació activa, eficaç i sostinguda a la resistència contra l'enemic». Només dos van ser condemnats a penes de dos anys de presó i cinc anys d'indignitat nacional, però se'ls va concedir l'amnistia un any més tard.

### Memorial

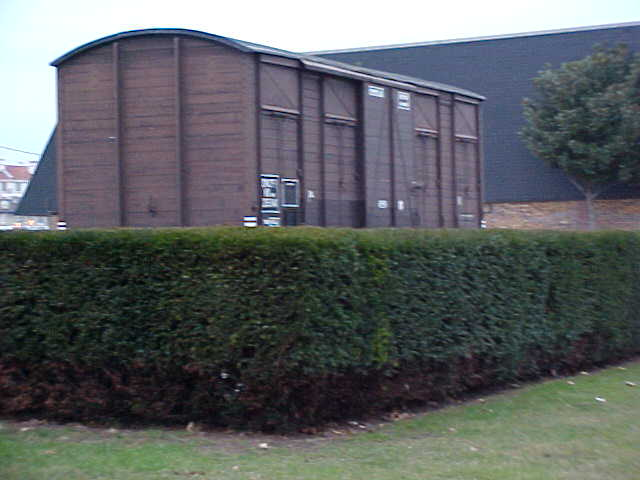
Le Wagon-Témoin de Drancy

En 1976 es va construir un monument en memòria dels internats en el camp de Drancy, al costat d'un dels vagons que es van utilitzar per a les deportacions. En 1989 es va crear l'associació del Conservatoire historique du camp de Drancy. En maig de 2001, el Ministeri de Cultura va incloure la cité de la Muette en la llista de monuments i llocs protegits. Aquesta classificació es va estendre en 2002 al túnel dels deportats, situat sota l'antic camp d'internament. En 2009 es van descobrir grafits durant uns treballs de renovació, que es conserven als Arxius Nacionals.